# Handley Page H.P.42
Handley Page HP42 — британський 38-місний пасажирський літак розробки 1928–1930 років. Представляв собою чотиримоторний біплан з характерним розташуванням моторів — два на нижніх крилах і два в центрі верхнього крила. Незважаючи на інтенсивну експлуатацію восьми побудованих машин в 1931–1939 роках, в ці роки з ними не відбулося жодної серйозної льотної пригоди. Одна машина згоріла в ангарі в 1937 році, а сім що залишилися загинули в перший рік Другої світової війни.

## Історія створення і служби
У 1928 році авіакомпанія Imperial Airways видала Handley Page технічне завдання на проектування авіалайнера в двох варіантах — для європейських ліній і для ліній в Індії та Південній Африці. При проектуванні ці варіанти мали самостійні номери моделей — Н. Р.45 і HP42 , але при запуску в серію позначення замінили на HP42E (Eastem — Східний, 5 екз.) І HP42W  (Wetern — Західний, 3 екз.). Два варіанти розрізнялися компонуванням пасажирського салону — «європеєць» мав 38 місць (18 перед центропланом і 20 позаду нього), «африканець» — тільки 24 (12 + 12). Згодом машини при необхідності переобладнувалися з європейського варіанту в африканський і навпаки.
Машина, за винятком полотняної обшивки крил, була суцільнометалевою. Характерною особливістю було робоче місце пілота в заскленій кабіні усередині фюзеляжу — аналогічно сучасним авіалайнерам. Хвостове оперення мало три горизонтальних керма. Антоні Фоккер уїдливо жартував, що цей літак «сам собі лобовий опір», проте повільні біплани успішно прослужили майже 9 років в регулярній експлуатації. Сім машин, що дожили до початку другої світової війни, були реквізовані в ВПС Великої Британії, з них один розбився в 1940 році (загинуло вісім чоловік), а шість загинули під час вимушених посадок або взагалі на стоянці.
Всі «Геракли» мали особисті імена в пам'ять античних полководців і героїв легенд.

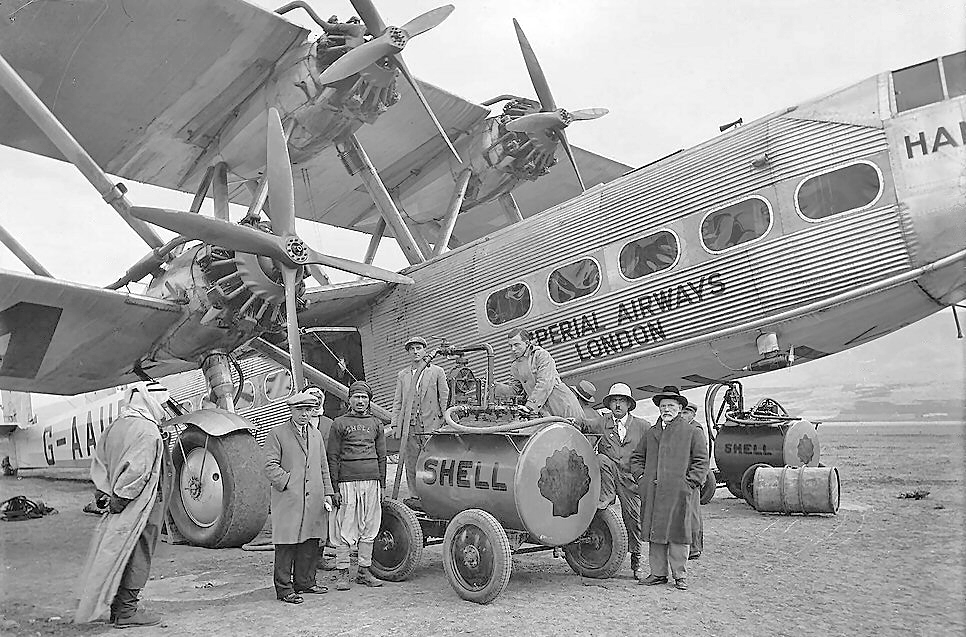
Підготовка до зльоту

| Бортовий номер і ім'я | Модель      | Перший політ      | Дата загибелі    | Причина загибелі                           |
| --------------------- | ----------- | ----------------- | ---------------- | ------------------------------------------ |
| G-AAGX Hannibal       | H. P. 42    | 14 листопада 1930 | 1 березня 1940   | Розбився в Оманській затоці. 8 загиблих    |
| G-AAUC Horsa          | H. P. 42    | 11 вересня 1931   | 7 серпня 1940    | Згорів після вимушеної посадки в Англії    |
| G-AAUD Hanno          | H. P. 42/45 | 19 липня 1931     | 19 березня 1940  | Розбитий штормом на аеродромі в Бристолі   |
| G-AAUE Hadrian        | H. P. 42    | 24 червня 1931    | 6 грудня 1940    | Розбитий штормом на аеродромі в Донкастері |
| G-AAXC Heracles       | H. P. 45    | 8 серпня 1931     | 19 березня 1940  | Розбитий штормом на аеродромі в Бристолі   |
| G-AAXD Horatius       | H. P. 45    | 6 листопада 1931  | 7 листопада 1939 | Розбився при вимушеній посадці в Англії    |
| G-AAXE Hengist        | H. P. 45/42 | 8 грудня 1931     | 31 травня 1937   | Згорів в ангарі на аеродромі Карачі        |
| G-AAXF Helena         | H. P. 45/42 | 30 грудня 1931    | 1941             | Пошкоджений в травні 1940, списаний у 1941 |

## Особливості
На HP42 завдяки особливостям установки крил (одне вгорі і одне над фюзеляжем) і моторів досягався низький рівень шуму в салоні.

## Льотно-технічні характеристики

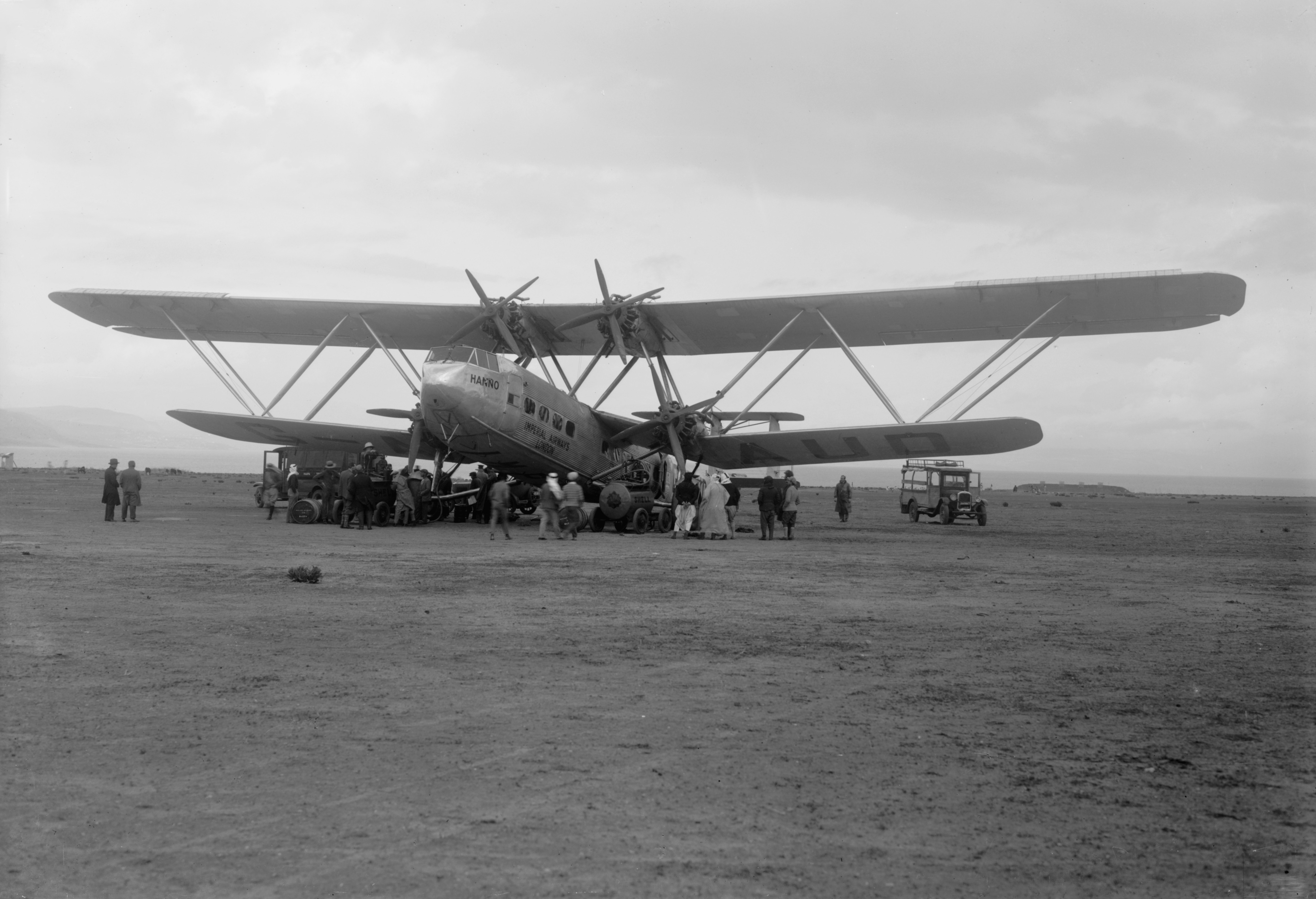
Підготовка до зльоту

| Параметр                      | Показник              |
| ----------------------------- | --------------------- |
| Довжина, м                    | 28,09                 |
| Розмах крила, м               | 39,62                 |
| Висота хвоста, м              | 8,23                  |
| Площа крила, м²               | 278                   |
| Двигуни                       | 4 Bristol Jupiter XIF |
| Тяга                          | 4 по 490 к.с.         |
| Макс. швидкість, км / г       | 195                   |
| Крейсерська швидкість, км / г | 150-170               |
| Швидкопідйомність, м / с      | 4                     |
| Вага порожнього, кг           | 8 047                 |
| Макс. злітна вага, кг         | 12700                 |